# التوقيت القياسي لجنوب إفريقيا
|  | ت ع م−01:00 | توقيت الرأس الأخضر                                                                |
|  | ت ع م±00:00 | توقيت غرب أوروبا، توقيت غرينيتش                                                   |
|  | ت ع م+01:00 | توقيت وسط أوروبا، توقيت غرب إفريقيا، توقيت غرب أوروبا الصيفي                      |
|  | ت ع م+02:00 | توقيت شرق أوروبا، توقيت وسط إفريقيا، توقيت غرب إفريقيا الصيفي، توقيت جنوب إفريقيا |
|  | ت ع م+03:00 | التوقيت العربي القياسي، توقيت شرق إفريقيا                                         |
|  | ت ع م+04:00 | توقيت موريشيوس، توقيت سيشل                                                        |

التوقيت القياسي لجنوب أفريقيا أو SAST هو اسم على منطقة الزمنية تستخدم في جميع أنحاء جنوب أفريقيا بالإضافة إلى سوازيلاند وليسوتو. وهي تزيد بساعتين عن التوقيت العالمي المنسق (UTC+2).
قبل 8 فبراير 1892 لم يكن الوقت في جنوب أفريقيا موحداً والتوقيت المحلي كان قيد الاستخدام في مختلف المدن.